# بطولة أمم أوروبا للسيدات 1984
حقق لقب بطولة أمم أوروبا لكرة القدم للسيدات 1984 منتخب السويد بفوزه على المنتخب الإنجليزي بركلات الترجيح (4-3).

## التصفيات التمهدية
إنظر المقال الرئيسي: تصفيات بطولة أمم أوروبا لكرة القدم للسيدات 1984

## نصف النهائي
| المنتخب #1 | النتيجة. | المنتخب#2 | المباراة الأولى | المباراة الثانية |
| ---------- | -------- | --------- | --------------- | ---------------- |
| إيطاليا    | 3 - 5    | السويد    | 2 - 3           | 1 - 2            |
| إنجلترا    | 3 - 1    | الدنمارك  | 2 - 1           | 1 - 0            |

## النهائي
| المنتخب #1 | النتيجة.              | المنتخب#2 | المباراة الأولى | المباراة الثانية |
| ---------- | --------------------- | --------- | --------------- | ---------------- |
| السويد     | 1-1 (4-3 ركلات ترجيح) | إنجلترا   | 1 - 0           | 0 - 1(و.إ.)      |

## البطل
| بطولة أمم أوروبا لكرة القدم للسيدات 1984 |
| ---------------------------------------- |
| · السويد                                 |

## روابط خارجية
- Results at UEFA.com